# Kerken Chiesa della Santissima Trinità alla Zisa en Chiesa di Gesù, Maria e Santo Stefano

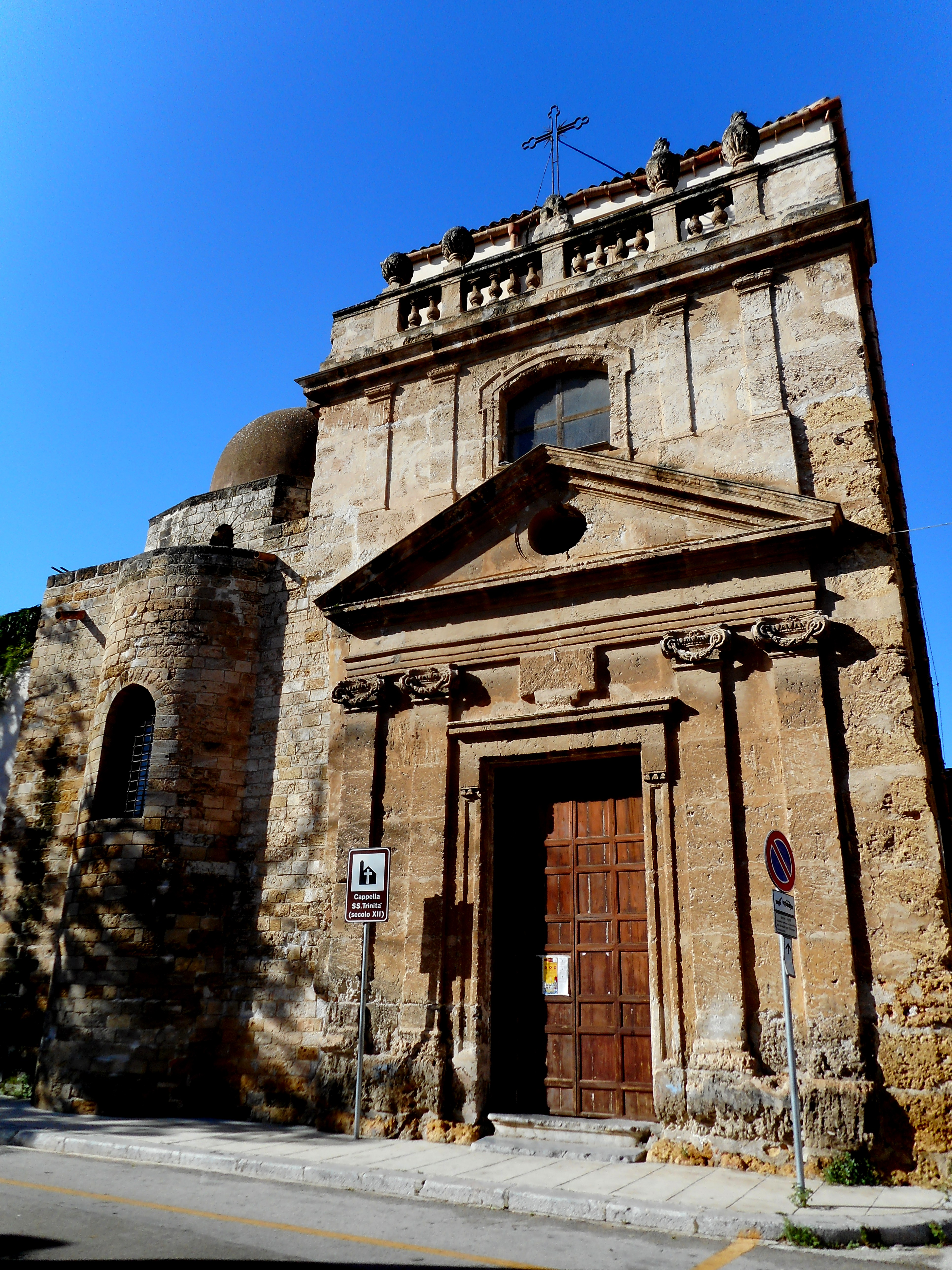
Links: Chiesa della Santissimia Trinità alla Zisa, voormalige paleiskapel. Rechts: Chiesa di Gesù, Maria e Santo Stefano.

De Chiesa della Santissima Trinità alla Zisa, ook genoemd Paleiskapel van La Zisa, is een Arabisch-Normandisch bouwwerk in Palermo, Sicilië, uit de 12e eeuw. Het was de paleiskapel van het nabij gelegen kasteel La Zisa, een residentie van de Normandische vorsten in Palermo.
Het vormt sinds de 18e eeuw een enkel gebouw met een andere kerk: de Chiesa di Gesù, Maria e Santo Stefano, een barokkerk.
De twee kerken staan in tegengestelde zin tot elkaar: de achterzijde of apsis aan de Piazza Zisa van de eerste staat naast de voorzijde van de tweede.

## Historiek
In de Vroege Middeleeuwen stond op de plek van de paleiskapel de eetzaal van een klooster met Byzantijnse monniken. Na de verdrijving van de Byzantijnen door de Arabieren maakten dezen er een moskee van.
Na de verovering van Zuid-Italië door de Normandiërs besliste koning Willem I van Sicilië van het Huis Hauteville tot de bouw van een kasteel: La Zisa. De moskee liet hij ombouwen tot zijn paleiskapel (1175). Het is een eenbeukige kerk met een apsis naar het oosten gericht. In de apsis staat het hoofdaltaar. Centraal staat een vierkantige toren met bovenop een koepel. De typisch Arabische versieringen, de Muqarnas, behield Willem I. Vanuit de beuk is er een toegangsdeur naar het kasteel. De beuk heeft een kruisgewelf.
De koninklijke kapel was toegewijd aan de Heilige Drievuldigheid met uitzondering van de 14e eeuw toen de familie Ventimiglia de kapel toewijdde aan de heilige Anna, de patrones van hun familie. 
Eind 18e eeuw verrees een barokke kerk naast de kapel. In 1803 was deze kerk klaar voor de eredienst. De kerk heeft haar toegangspoort aan de oostkant, naast de apsis van de kapel. De kapel diende als de sacristie van de kerk.
In de 20e eeuw werden kapel en kerk tijdelijk gebruikt als handelspand. Sinds het einde van de 20e eeuw wordt het gebouw occasioneel nog voor erediensten hergebruikt.